# كيرم أفرهام

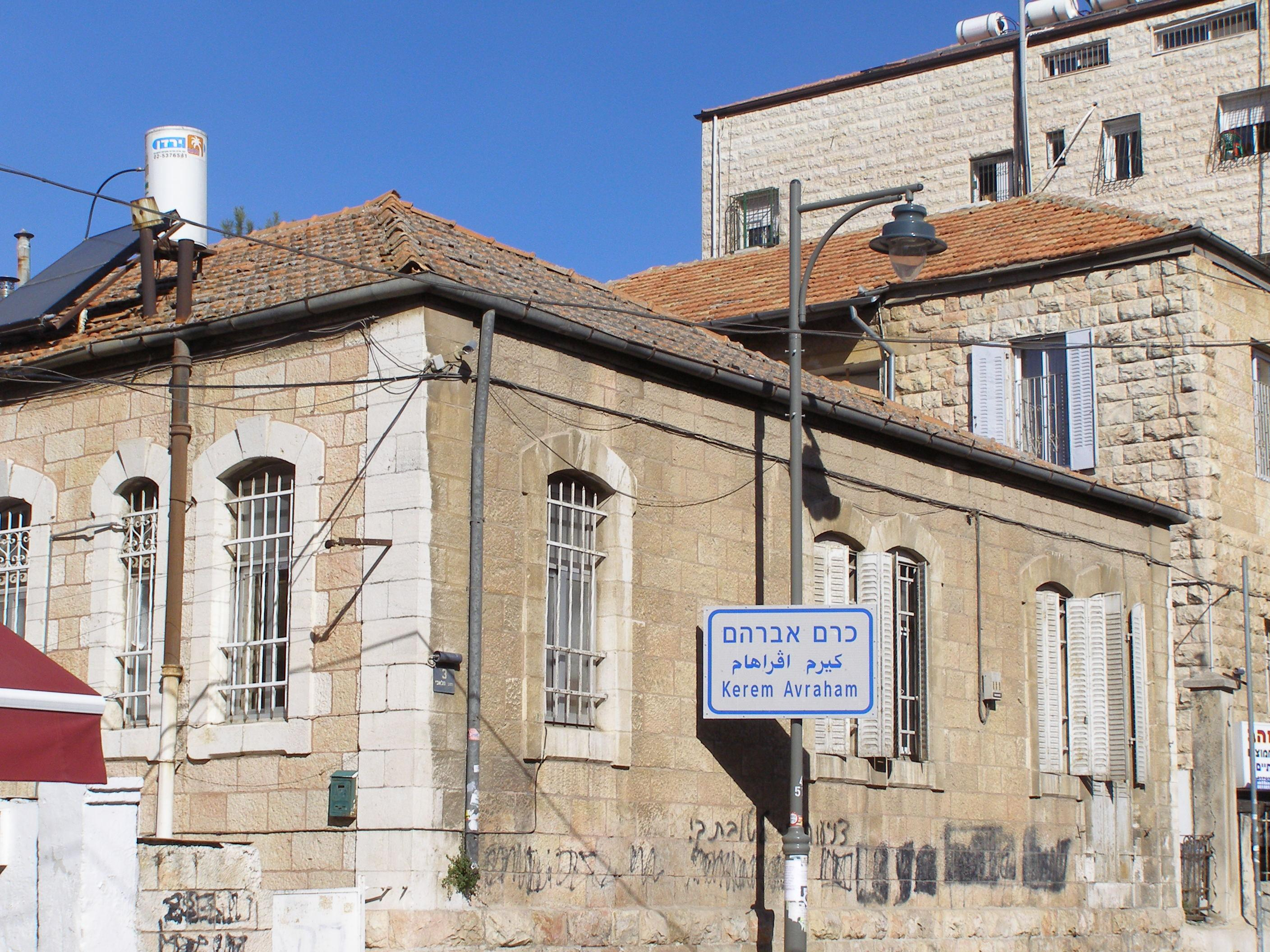
حي كيرم أفرهام في القدس

كِيرِمْ أَفْرَهَامْ (بالعبرية: כֶּרֶם אַבְרָהָם) ومعناها الحرفي (كَرْم إِبْرَاهِيم) هو حي صغير يقع في شمال وسط القدس قرب حي جيئولاه. تأسس في عام 1855. يحده شمالاً شارع صفنيا وجنوبًا شارع مالخي يسرائيل وشرقًا شارع يحزقال وغربًا دار أيتام شنيلر. في عام 1941 تم دمجه مع حي جيئولاه واليوم يشكلان حيًا واحدًا معًا.
في عام 1853 اشترى جيمس فين –القنصل البريطاني في القدس العثمانية– أرضًا خارج أسوار البلدة القديمة لتحويلها إلى مزرعة. في عام 1855 وظّف فين عُمالاً يهود لبناء أول منزل هُناك إضافةً إلى صهاريج لتخزين المياه.